# NHKみんなのうた 60 アニバーサリー・ベスト 〜あなたの声〜
『NHKみんなのうた 60 アニバーサリー・ベスト 〜あなたの声〜』（エヌエイチケーみんなのうた ろくじゅう アニバーサリー・ベスト あなたのこえ）は、2021年5月19日に発売された、NHKの音楽番組『みんなのうた』の放送開始60周年記念ベスト・アルバムのシリーズ。

## 概要
- 本作は、ポニーキャニオンから発売された。
- 規格商品番号は、PCCG-2021。
- ジャケット写真の色は、青。
- ジャケット写真の楽曲映像のアートワークは、以下の通り。
  - 1977年6月・7月放送「天使のパンツ」
  - 2003年10月・11月放送「りんごのうた」
  - 2005年12月・2006年1月放送「グラスホッパー物語」
  - 2013年12月・2014年1月放送「日々」
  - 2017年10月・11月放送「あなたの声」

## 収録曲
- 1.ドラキュラのうた / クニ河内、東京放送児童合唱団
- 2.天使のパンツ / むとうかんぺい・りつこ
- 3.リンゴの森の子猫たち / 飯島真理
- 4.おふろのうた / 五百木佑野
- 5.君のいる惑星 / 西田ひかる
- 6.ふうせん / 小島麻由美
- 7.うじゅ くじゅ? / 西田ひかる
- 8.りんごのうた / 椎名林檎
- 9.ファンタ爺さんのうた / 石川優美
- 10.グラスホッパー物語 / 高見のっぽ
- 11.恋つぼみ / 奥華子
- 12.ハーイ!グラスホッパー / 高見のっぽ
- 13.△□○コビッチ / パックンマックン
- 14.グラスホッパーからの手紙 〜忘れないで〜 / 高見のっぽ
- 15.あさな ゆうな / 城南海
- 16.日々 / 吉田山田
- 17.29Qのうた / つるの剛士
- 18.ムクロジの木 / ダイアモンド☆ユカイ
- 19.桜の季節 / EXILE ATSUSHI
- 20.天地の声 / 新妻聖子
- 21.あなたの声 / 上白石萌音